# NGC 3258C
NGC 3258C is een balkspiraalstelsel in het sterrenbeeld Luchtpomp. Het hemelobject ligt in de buurt van NGC 3258, NGC 3258A, NGC 3258B, NGC 3258D en NGC 3258E.

## Synoniemen
- ESO 375-53
- MCG -6-23-48
- PGC 31053